# اس‌اس پرزیدنت تیلور
اس‌اس پرزیدنت تیلور (به انگلیسی: SS President Taylor) یک کشتی بود که طول آن ۵۰۲ فوت ۱ اینچ (۱۵۳٫۰ متر) بود. این کشتی در سال ۱۹۲۱ ساخته شد.